# Leptasterias orientalis
Leptasterias orientalis is een zeester uit de familie Asteriidae.
De wetenschappelijke naam van de soort werd in 1929 gepubliceerd door Alexander Michailovitsch Djakonov.